# Method Man
Pour les articles homonymes, voir Smith.
Method Man, de son vrai nom Clifford Smith, né le 2 mars 1971 à Hempstead, dans l'État de New York, est un rappeur et acteur américain. Membre du Wu-Tang Clan, il conduit parallèlement une carrière solo ou en collaboration avec d'autres rappeurs tels que Redman. 
En 2012, le magazine The Source classe Method Man dans sa liste des 50 meilleurs paroliers de tous les temps.
En parallèle à sa carrière musicale, Method Man participe à des films comme Belly, How High, Garden State, The Wackness, Venom, Red Tails et The Cobbler. À la télévision, il collabore fréquemment avec Redman dans une sitcom appelée Method and Red. Il joue aussi le rôle de Tug Daniels dans la série télévisée Oz et Calvin « Cheese » Wagstaff dans Sur écoute.

## Biographie

### Jeunesse et débuts
Né le 2 mars 1971, à Hempstead, dans la ville de New York, Smith alterne son enfance entre la résidence de son père à Long Island et celle de sa mère dans la section Park Hill de Staten Island (Killa Hill). Il a trois sœurs : Terry, Anddy et Missy.
À la montée en popularité du Wu-Tang Clan, Method Man a toujours été l'un des membres les plus visibles du collectif. Il est l'un des deux membres à contribuer en solo sur l'album Enter the Wu-Tang : 36 Chambers. Le premier album solo de Method Man, Tical, publié le 8 novembre 1994, est très bien accueilli par la presse spécialisée. Il se classe 4e du Billboard 200, et se vend au total à plus d'un million d'exemplaires. L'album contient le single à succès All I Need, dont le remix avec Mary J. Blige remportera un Grammy. À cette période, Method Man devient un ami proche du rappeur de New York The Notorious B.I.G.. Il est d'ailleurs le seul à participer à son album Ready to Die. Il participe aussi à l'album AmeriKKKa's Nightmare de Spice 1 avec la chanson Hard 2 Kill.
En 1995, il participe au titre Got the Flava extrait de l'album Goodfellas de Showbiz and A.G.. En 1996, Method Man participe à la chanson Got My Mind Made Up extraite de l'album All Eyez on Me, de Tupac Shakur, aux côtés de Redman et Tha Dogg Pound (Daz et Kurupt). La même année, il participe à la chanson Do What You Feel sur l'album Muddy Waters de Redman.

### DeWu-Tang ForeveràTical 0: The Prequel(1997–2004)
Le 3 juin 1997, le Wu-Tang Clan publie son album à succès Wu-Tang Forever, la suite de 36 Chambers. L'album compte plus de 8,3 millions d'exemplaires vendus à l'international. Par la suite, le deuxième album solo de Method Man, Tical 2000: Judgement Day, est publié en 1998, et largement inspiré de théories apocalyptiques qui entourent à l'époque l'approche du nouveau millénaire. L'album est certifié double disque de platine, et fait notamment participer Lisa « Left Eye » Lopes, D'Angelo, Chris Rock, Mobb Deep, Redman, et brièvement Russell Simmons, Bishop Don « Magic » Juan, Janet Jackson. Il est produit par True Master, 4th Disciple et RZA.
Method Man participe à la tournée Hard Knock Life Tour avec Jay-Z, Redman, Ja Rule, et DMX. À cette tournée, Method Man et Redman enregistrent Blackout!. L'album est certifié disque de platine aux États-Unis et au Canada ; il contient les singles Da Rockwilder, Cereal Killa, 1, 2, 1, 2, Tear It Off et Y.O.U.. Le succès des deux rappeurs mènera à la création de leur propre série télévisée, intitulée Method and Red.
Le Wu-Tang Clan publie l'album The W le 21 novembre 2000, et Iron Flag le 18 décembre 2001. The W est bien accueilli par le public et la presse spécialisée, tandis que Iron Flag ne reçoit pas l'attention escompté. Ces deux albums sont deux nouveaux disques de platine pour le Wu-Tang Clan. En 2004, Method Man publie son troisième album solo, Tical Ø: The Prequel, qui contient le single à succès What's Happenin' avec Busta Rhymes. La presse spécialisée s'accorde sur le fait que Tical 0 compte trop d'artistes populaires. Néanmoins, il se vend raisonnablement et est certifié disque d'or par la RIAA. P. Diddy était l'un des producteurs exécutifs de l'album.

### 4:21... The Day AfteretBlackout! 2(2006–2010)

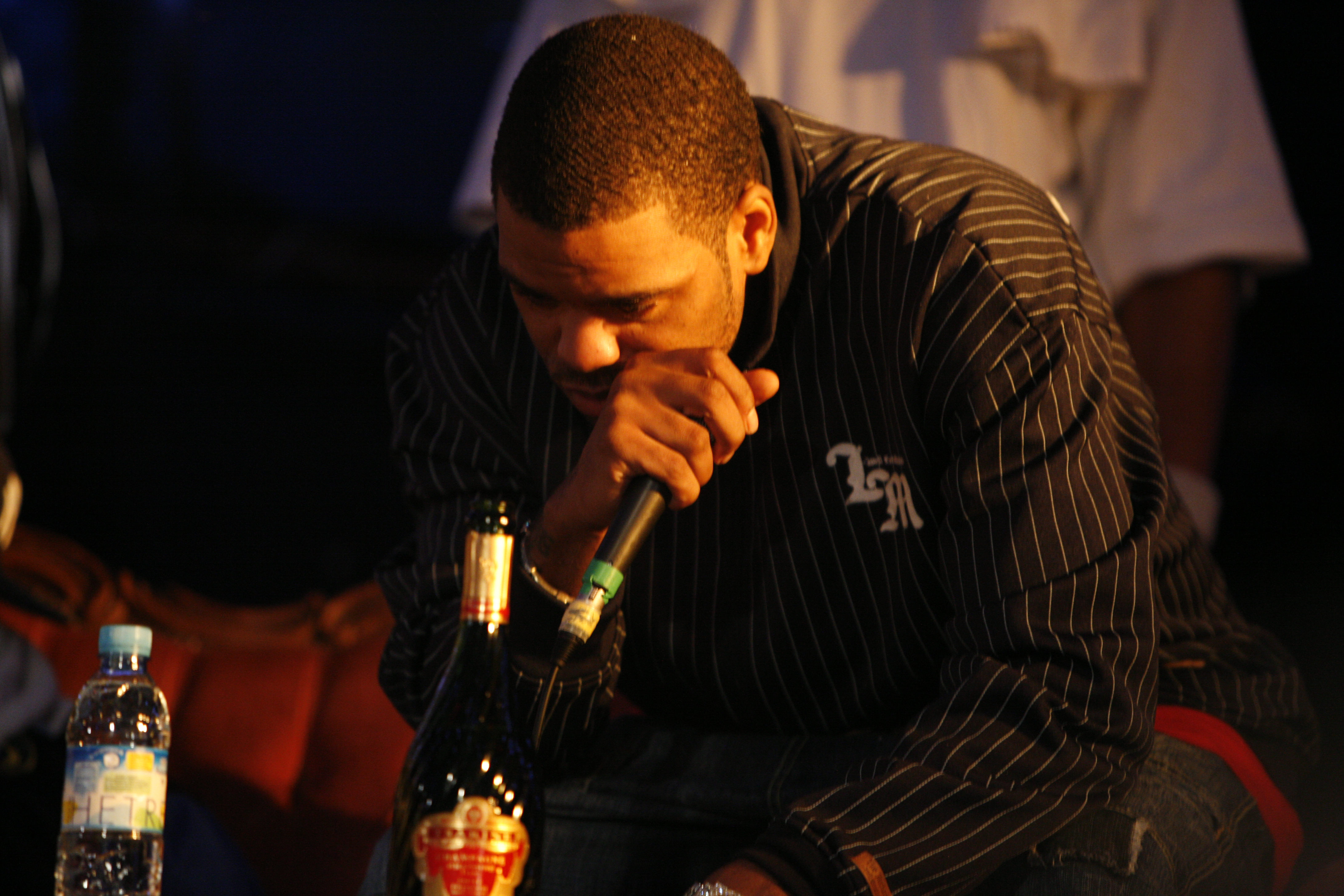
Method Man, sur scène aux Eurockéennes de 2007.

Le quatrième album de Method Man, 4:21... The Day After, est publié en août 2006, et produit par Havoc, Erick Sermon, Scott Storch, Allah Mathematics, Mr. Porter, et RZA. À cette période, Method Man revient à ses racines hip-hop. Cependant, l'album n'est pas un succès commercial car il manque de singles et de clips promotionnels. Au début de mai 2007, Method Man publie le street single New York New York qui sera remarqué sur Internet.
Le 27 mars 2007, Redman confirme au BET's Rap City : Tha Bassment une suite de How High. Lors d'un entretien le 10 avril 2007 à l'Onion AV Club, Redman indique un second album collaboratif aux côtés de Method Man, qui sera enregistré dès septembre la même année.
Au début de 2008, un remake du classique Broken Language de Smooth da Hustler et Trigger tha Gambler est publié par le duo sous le titre de Broken Language 2008. Leur album Blackout! 2 est prévu pour le 8 décembre 2008, mais repoussé au premier trimestre 2009, le 19 mai. Bun B confirme sa participation à Blackout! 2 – en avril 2009, un single intitulé City Lights, produit par Nasty Kutt est publié.
Le duo finit sa tournée Still High avec Termanalogy, the Alchemist et Evidence des Dilated Peoples.

### Crystal MethetThe Meth Lab(depuis 2011)

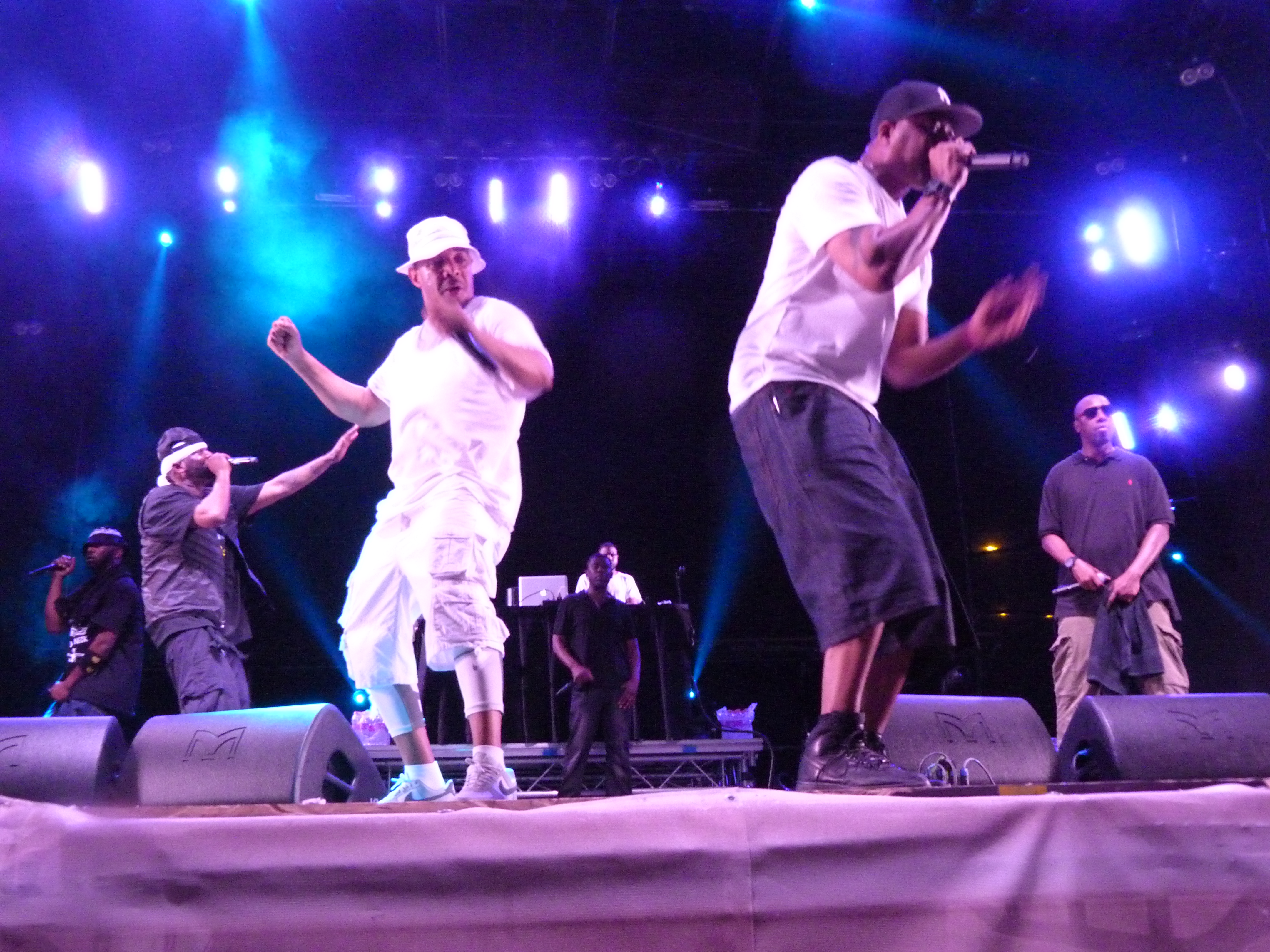
Method Man au Budapest Park, en 2015.

Method Man annonce la publication de son cinquième album, Crystal Meth,,. Aucune date de sortie n'est confirmée. The Crystal Meth est annoncé avant la sortie de Blackout! 2 avec Redman. La notice de l'album prévoit une date de sortie pour 2009. Cependant, la date est prévue pour 2010 lors d'une entrevue avec MTV News.
Le 5 octobre 2011, un nouveau single de Method Man, intitulé World Gone Sour (The Lost Kids), est publié sur iTunes. En juillet 2012, il confirme la publication de son dernier album pour 2013, et sa production par RZA. Il explique également vouloir collaborer avec le chanteur d'Odd Future Tyler, The Creator. En 2013, Method Man travaille sur Crystal Meth et sur le sixième album du Wu-Tang Clan, A Better Tomorrow. Il part aussi en tournée avec Redman la même année. Le 1er janvier 2014, Method Man annonce une mixtape intitulée The Meth Lab pour mars 2014, et l'album Crystal Meth pour août 2014 au label Tommy Boy Entertainment. Cependant, Method Man publie The Meth Lab comme album, chez Tommy Boy le 21 août 2015.

## Discographie

### Albums studio
- 1994 : Tical
- 1998 : Tical 2000: Judgement Day
- 2004 : Tical Ø: The Prequel
- 2006 : 4:21... The Day After
- 2015 : The Meth Lab
- 2018 : Meth Lab Season 2: The Lithium

### Mixtapes
- 2008 : Ticallion
- 2009 : The Best of Method Man: Shaolin in the Hood (Mixé par DJ Iron Sparks)
- 2010 : Meth-Massacre (Mixé par DJ Iron Sparks)

### Albums collaboratifs
- 1993 : Enter the Wu-Tang (36 Chambers) (avec le Wu-Tang Clan)
- 1997 : Wu-Tang Forever (avec le Wu-Tang Clan)
- 1999 : Blackout! (avec Redman)
- 2000 : The W (avec le Wu-Tang Clan)
- 2001 : How High: The Soundtrack, bande originale de How High (avec Redman)
- 2001 : Iron Flag (avec le Wu-Tang Clan)
- 2007 : 8 Diagrams (avec le Wu-Tang Clan)
- 2009 : Blackout! 2 (avec Redman)
- 2010 : Wu-Massacre (avec Raekwon et Ghostface Killah)
- 2014 : A Better Tomorrow (avec le Wu-Tang Clan)

## Filmographie

### Cinéma
- 1996 : La Couleur de l'arnaque (The Great White Hype) de Reginald Hudlin : Lui-même
- 1997 : Cop Land de James Mangold : Shondel
- 1998 : Belly de Hype Williams : Shameek
- 1998 : 187 code meurtre (One Eight Seven) de Kevin Reynolds : Dennis Broadway
- 1999 : Ghost Dog : La Voie du samouraï (Ghost Dog: The Way of the Samurai) de Jim Jarmusch : Le tueur de policier
- 2000 : Black and White de James Toback : Lui-même
- 2001 : How High de Jesse Dylan : Silas P. Silas
- 2001 : Hwasango de Kim Tae-gyun : Mr Ma (voix anglaise)
- 2003 : Scary Movie 3 de David Zucker : Lui-même
- 2004 : Soul Plane de Jessy Terrero : Muggsy
- 2004 : Papas chéris (en) (My Babby's Daddy) de Rodney Jerkins : No Good
- 2005 : Venom de Jim Gillespie : Député Turner
- 2005 : Garden State de Zach Braff : Diego
- 2006 : Ways of the Flesh de Dennis Cooper : Lorenzo
- 2008 : Wackness de Jonathan Levine : Percy
- 2008 : Spartatouille (Meet the Spartans) de Jason Friedberg : L'émissaire perse
- 2010 : Sinners & Saints de William Kaufman : Weddo
- 2011 : Baby-sitter malgré lui (The Sitter) de David Gordon Green : Jacolby
- 2011 : The Mortician de Gareth Maxwell Roberts : Le croque-mort
- 2012 : L'Escadron Red Tails (Red Tails) d'Anthony Hemingway : Sticks
- 2014 : The Cobbler de Tom McCarthy : Leon Ludlow
- 2015 : Crazy Amy (Trainwreck) de Judd Apatow : Temembe
- 2015 : Dernier été à Staten Island (Staten Island Summer) de Rhys Thomas : Konko
- 2015 : #Lucky Number de Brendan Gabriel Murphy : Tyson "The Saint" St. James
- 2016 : Paterson de Jim Jarmusch : Lui-même
- 2016 : Keanu de Peter Atencio : Cheddar
- 2017 : Love Beats Rhymes de RZA : Ref
- 2017 : Where's the Money de Scott Zabielski : Trap
- 2018 : Peppermint de Pierre Morel : Agent Barker
- 2018 : Future World de James Franco et Bruce Thierry Chung : Tattooed Face
- 2019 : Shaft de Tim Story : Freddie P
- 2019 : Jay et Bob contre-attaquent… encore (Jay and Silent Bob Reboot) de Kevin Smith : Lui-même
- 2020 : Concrete Cowboy de Ricky Staub : Leroy
- 2020 : Des Vampires dans le Bronx (Vampires vs. the Bronx) d'Osmany Rodriguez : Père Jackson
- 2021 : This Is the Night de James DeMonaco : Louis
- 2021 : Waldo, détective privé (Last Looks) de Tim Kirkby : Swag Dogggg
- 2022 : Parée pour percer (On the Come Up) de Sanaa Lathan : Supreme
- 2023 : How I Learned to Fly de Simon Steuri : Cliff Davis
- 2024 : The 4:30 Movie de Kevin Smith : Cookie
- 2024 : Bad Shabbos de Daniel Robbins : Jordan
- 2025 : Shadow Force de Joe Carnahan : Marcus "Oncle" Owens

### Télévision

#### Séries télévisées
- 1997 : Martin : Lui-même
- 2000 : Oz : Carlton "Tug" Daniels
- 2002 : New York 911 (Third Watch) : C-Note
- 2003 : Boston Public : Flash Master K
- 2003 : La Treizième Dimension (The Twilight Zone) - Saison 1, épisode 25 : Le Bon Chemin : Kneigh
- 2003 - 2008 : Sur écoute (The Wire) : Calvin "Cheese" Wagstaff
- 2004 : Method et Red : Lui-même
- 2004 : Mes parrains sont magiques (The Fairly OddParents) : H.P. (voix)
- 2006 - 2008 / 2010 : Les Experts (CSI: Crime Scène Investigation) : Drops
- 2007 : New York, unité spéciale (Law & Order: Special Victims Unit) : Dennis King
- 2008 : Burn Notice : Valentine
- 2010 : Bailey et Stark (The Good Guys) : Kenny
- 2011 : The Good Wife : Le boxer
- 2014 : Scorpion : Lucky the King
- 2014 : Chozen : Phantasm (voix)
- 2015 : Inside Amy Schumer : Lui-même
- 2015 / 2017 : Blue Bloods : Mario Hunt
- 2016 : Luke Cage : Lui-même
- 2016 : Difficult People : Lui-même
- 2017 : Rebel : Terrance "TJ" Jenkins
- 2017 : The Breaks : Darryl Van Patten Sr.
- 2017 - 2019 The Deuce : Rodney
- 2018 : Drunk History : Joseph Saddler / Grandmaster Flash
- 2019 : The First Wives Club : Beast
- 2019 - 2020 : The Last O.G. : Green Eyes
- 2020 : Teenage Bounty Hunters : Terrance Coin
- 2020 - 2024 : Power Book II: Ghost : Davis MacLean
- 2021 : Godfather of Harlem : Sam Christian
- 2021 : Les Maîtres de l'univers (Masters of the Universe) : Clamp Champ (voix)
- 2021 : That Damn Michael Che : Le médecin
- 2023 : Moon Girl et Devil le Dinosaure (Marvel's Moon Girl and Devil Dinosaure) : Torg (voix)
- 2023 : Bupkis : Un employé du carnaval
- 2025 : Poker Face : Francis "Brick" Bricitano

#### Téléfilms
- 2014 : Noël à Manhattan (Seasons of Love) de Princess Monique Filmz : Big Rob
- 2016 : The Breaks de Seith Mann : Darryl Van Patten Sr.

### Jeux vidéos
- 2003 : Def Jam Vendetta : Lui-même (voix)
- 2004 : Def Jam: Fight for NY : Blaze (voix)
- 2007 : Def Jam: Icon : Goof (voix)
- 2010 : Def Jam Rapstar : Lui-même (voix)
- 2017 : Call of Duty: Infinite Warfare : Lui-même (voix)

## Bande dessinée
La maison d'édition Indeez Urban Éditions a publié en mai 2009 une bande dessinée coscénarisée par Method Man et David Atchison. La couverture de l'édition française a été réalisée par Sanford Greene (DC Comics).

## Distinctions
- 1996 : Grammy Awards : Meilleure performance rap d'un duo ou d'un groupe pour I'll Be There for You/You're All I Need to Get By avec Mary J. Blige (récompense)